# Rostyn Griffiths
Rostyn Griffiths (Stoke-on-Trent, Anglia, 1988. március 10. –) ausztrál válogatott labdarúgó, az indiai Mumbai City középpályása.

## Pályafutása

### Klubcsapatokban
Griffiths az ausztrál ECU Joondalup klubnál kezdte pályafutását, majd Angliába költözött és a Blackburn Roversnél kívánt játszani, ahol nem sikerült az első csapatba bekerülnie, de szerződése alatt 2008 januárjában kölcsönadták a Gretna FC-hez, ahol először februárban kapott játéklehetőséget a Heart of Midlothian ellen.
2008 januárjában egyéves szerződést írt alá a Blackburnnel, és szerződésének hátralévő részére az Accrington Stanleyhez kölcsönözték ki.
2009. február 3-án az A-ligában játszó Adelaide United FC-hez került cserejátékosnak. Az eredeti megállapodás csak egy négy hetes időszakra szólt, egy kétéves szerződéshosszabbítási opcióval.
2009. július 2-án bejelentették, hogy Griffiths az A-ligában játszó North Queensland Fury FC-hez szerződik a csapat első szezonjára. 2009. augusztus 8-án a csapat kezdőjátékosaként megszerezte a Fury történetének első gólját a Sydney FC elleni bajnoki mérkőzésen.

### A válogatottban
Griffiths játszott Ausztrália 17-éven alattiak válogatottjában. A Blackburnnél töltött ideje alatt, nagyapjának walesi származása miatt megkeresték a Walesi labdarúgó-válogatottól, de még nem döntötte el, melyik nemzet válogatottjában kíván játszani.